# Dinagat
Dinagat – filipińska wyspa na Morzu Filipińskim. Wyspa należy do prowincji Dinagat Islands.
Na wyspie wydobywa się rudy chromu.